# Каенлык (Башкортостан)
Каенлык (баш. Ҡайынлыҡ) — деревня в Илишевском районе Башкортостана, входит в состав Юнновского сельсовета.

## История
До 9 сентября 1992 года — посёлок Заготскот. Переименован в поселок Каенлык Указом Президиума Верховного Совета Республики Башкортостан от 9 сентября 1992 года N 6-2/395 «О переименовании поселка Заготскот Яркеевского сельсовета Илишевского района»
До 4 февраля 2000 года входил в состав Яркеевского сельсовета.
Законом Республики Башкортостан «Об образовании Юнновского сельсовета Илишевского района Республики Башкортостан» от 04 февраля 2000 года N 47-З, (с изменениями на 29 декабря 2006 года) переведен в Юнновский сельсовет.

Статья 1. Образовать Юнновоский сельсовет Илишевского района Республики Башкортостан с административным центром в селе Верхнеяркеево, разделив территорию Яркеевского сельсовета Ильшевского района Республики Башкортостан. Включить в состав Юнновского сельсовета село Юнны, село Нижнеяркеево, село Ирмашево, деревню Каенлык. (в ред. Закона РБ от 29 декабря 2006 года №404-з) 

## Географическое положение
Расстояние до:
- районного центра (Верхнеяркеево): 7 км,
- центра сельсовета (Верхнеяркеево): 7 км,
- ближайшей ж/д станции (Буздяк): 114 км.

## Население
| 2002 | 2009 | 2010 |
| ---- | ---- | ---- |
| 109  | ↘66  | ↗80  |

Национальный состав
Согласно переписи 2002 года, преобладающая национальность — башкиры (94 %).